# Vilmos Cseke
Vilmos Cseke (n. 5 mai 1915, Hațeg – d. 10 martie 1983, Cluj) a fost un matematician român de etnie maghiară.
Contribuțiile sale aparțin domeniului matematicii aplicate, mai exact probleme economice rezolvate cu ajutorul programării matematice.
Studiile le-a efectuat la Liceul Piarist din Cluj și la Universitatea din Cluj.
În 1936 obține licența în matematică, iar în 1947 doctoratul cu o teză din domeniul demografiei.
În perioada 1937-1948 a fost profesor la un liceu din Cluj, iar în 1941 a fost numit asistent la Universitatea din Cluj.
În 1945 devine conferențiar la Facultatea de Științe Economice.
În 1952 este numit profesor la Facultatea de Matematică-Fizică din cadrul Universității Bolyai.
În perioada 1965-1977 revine la Facultatea de Științe Economice, ca în perioada 1953 - 1956 să fie prodecan.

## Scrieri
- 1946: Kereskedelmi számtan;
- 1947: Logaritmus, kamatos-kamat, járadékszámítási és halandósági táblázatok ;
- 1948: Kamatos folyószámlák;
- 1957, 1959: Feladatgyűjtemény középiskolai matematikai körök számára I-II;
- 1961: Matematika fémipari szakmunkások számára;
- 1972: A gráfelmélet és gyakorlati alkalmazásai;
- 1982: A valószínűségszámítás elemei és gyakorlati alkalmazások.